# Diégue de Zuniga
 (juillet 2018).
Si vous disposez d'ouvrages ou d'articles de référence ou si vous connaissez des sites web de qualité traitant du thème abordé ici, merci de compléter l'article en donnant les références utiles à sa vérifiabilité et en les liant à la section « Notes et références ».
Diégue de Zuniga (es : Diego de Zúñiga y Benavides), né en 1525 à Salamanque et mort en 1577, est un membre de la noblesse espagnole, ambassadeur du roi Philippe II à la Cour de France.

## Famille
Son grand-père est Pierre de Zuniga (†1484), comte de Bagnaré et marquis d'Ayamonte, fils d'Alvare de Zuniga (†1488), duc de Palentia et de Béjar, ainsi que grand d'Espagne. Il épousa clandestinement Marie Pimentel et eurent un fils illégitime, Pierre de Zuniga (IIIe seigneur de Flores-Davila, d'Aldéhuéla et de Vayos) et il prit pour femme Béatrix Paloméque (dame de Cisla et de Janto).
Diégue de Zuniga se maria avec Antoinette Cabéza de Vaca (dame d'Arénillas) fille de Louis-Ferdinand Cabéza de Vaca (Ve seigneur d'Arénillas) et de Catherine d'Avila. Ils eurent un fils, Pierre de Zuniga (es) (1560-1631), qui fut Ier marquis de Flores-Davila par Philippe III, dont il fut également l'écuyer. Son frère étant mort sans postérité, Catherine de Zuniga épousa Bernard-Ramirez de Vargas-Mendoza, et fut IIe marquise de Flores-Davila. Leur fille, Majora-Ramira de Zuniga, IIIe marquise de Flores-Davila, épousa Antoine de la Cueva (frère de François Ier Fernandez de la Cueva, IIe duc d'Albuquerque) et leurs enfants continuèrent la branche des Flores-Davila.

## Ambassade en France
Le roi Philippe II le nomma ambassadeur d'Espagne en 1572. La complexité de la politique en une France troublée par les guerres de Religion exigeait un talent pour parler avec la reine-mère Catherine de Médicis et son fils Charles IX de France.